# Azoxibenceno
El azoxibenceno es un azoxi de fórmula molecular C12H10N2O. Es una material amarillento siendo un metal sólido, La molécula tiene un núcleo planar C2N2O. El valor bruto es casi el mismo.

## Preparación
Puede prepararse por reducción parcial de nitrobenceno. Se propone que esta reacción proceda a través de la intermediación de fenilhidroxilamina y nitrosobenceno:
PhNHOH + PhNO → PhN(O)NPh + H2 O
Otra opción es la oxidación de la anilina por peróxido de hidrógeno, en acetonitrilo a 50 °C. En esta reacción, el pH debe mantenerse alrededor de 8, para activar el peróxido de hidrógeno y evitar una evolución excesiva de oxígeno al mismo tiempo. Primero, el acetonitrilo se oxida, formando un hidroperóxido de imina. Luego, este intermedio oxida la anilina a azoxibenceno.
CH3 CN + H2O2 → [CH3C(OOH)=NH]
2PhNH2 + 3[CH3C(OOH)=NH] → PhN(O)NPh + 3CH3C(O)NH2 + 2H2O
PhNO2 + Na3AsO3/NaOH → Ph−N+O−=N-Ph